# Đ
Đ, đ là một chữ cái được dùng trong một số ngôn ngữ sử dụng chữ Latinh. Chữ cái này đứng thứ bảy trong bảng chữ cái tiếng Việt.
Trong một số ngôn ngữ như tiếng Iceland hay tiếng Anh thượng cổ có chữ eth có hình thức chữ hoa là Ð (U+00D0) tương tự như hình thức chữ hoa của chữ đ nhưng hình thức chữ thường của nó là ð (U+00F0) chỉ gần giống chứ không giống hệt như hình thức chữ thường của chữ đ.

## Sử dụng

### Tiếng Việt
Trong tiếng Việt trung đại, chữ đ được dùng để ghi âm nội bạo quặt lưỡi hữu thanh /ᶑ/. Trong tiếng Việt hiện đại, chữ đ được dùng để ghi âm nội bạo lợi hữu thanh /ɗ/. Trong Từ điển An Nam – Bồ Đào Nha – La-tinh xuất bản năm 1651 của Đắc Lộ, chữ đ cùng với chữ ꞗ không có hình thức chữ hoa và chữ thường, đ là dạng duy nhất của chữ đ, không phải là chữ hoa mà cũng không phải là chữ thường. Đến khi cải tiến bảng chữ cái tiếng Việt mới xuất hiện hình thức chữ hoa của chữ đ là Đ.

### Chữ Latinh Gaj
Đ cũng là một chữ cái trong Bảng chữ cái Latinh của Gaj, được sử dụng ở trong tiếng Bosna, tiếng Croatia, tiếng Montenegro và tiếng Serbia. Tuy nhiên khác với tiếng Việt, Đ trong Bảng chữ cái Latinh của Gaj thể hiện âm /dʑ/, gần giống Gi của tiếng Việt. Vì thế để thể hiện rõ âm, tên người Serbia khi viết trong tiếng Anh hay ngôn ngữ khác, nếu có chữ Đ sẽ được chuyển tự lại thành Dj. Ví dụ như Novak Djokovic, trong tiếng Serbia theo chữ Latinh Gaj, tên của anh được viết là Novak Đoković, tuy nhiên trong các ngôn ngữ khác luôn viết là Djokovic thay vì Dokovic, vì vậy tên của anh luôn được đọc gần đúng âm là "Giô-cô-vích" và bị tránh đọc sai là "Đô-cô-vích".